# 高王觀世音經
《高王觀世音經》，又稱《高王觀世音真經》、《大王觀世音經》、《觀世音經》、《救生觀世音經》、《小觀世音經》、《觀世音折刀除罪經》、《折刀經》，中國佛教經典，作者相傳為北魏孫敬德（一說為盧景裕、或王玄謨），收入《大正新修大藏經》85冊疑似部。
此經最早可能源自於《觀世音菩薩普門品》或簡述佛教教義的民間佛典《十句觀音經》，民間為誦唸方便，自行摘取佛經片段，編輯而成，之後經歷代不知名人士增加內容，至宋朝時形成現存樣貌。現存經文由諸佛、菩薩的名號、《心經》章句、《摩訶般若波羅蜜》名號與《七佛滅罪真言》組成，且包括了禪宗思想、淨土宗思想、民間觀音信仰。各叢林、伽藍往往持誦，甚至刊印，贈送信徒。
中國歷代持誦者眾，在宋代時，不分地域，盛行持誦此經，尤其是西夏人。信徒認為，此經類似於伏藏，是一本「夢授經」，而目前在日本與華語地區仍然相當流行。

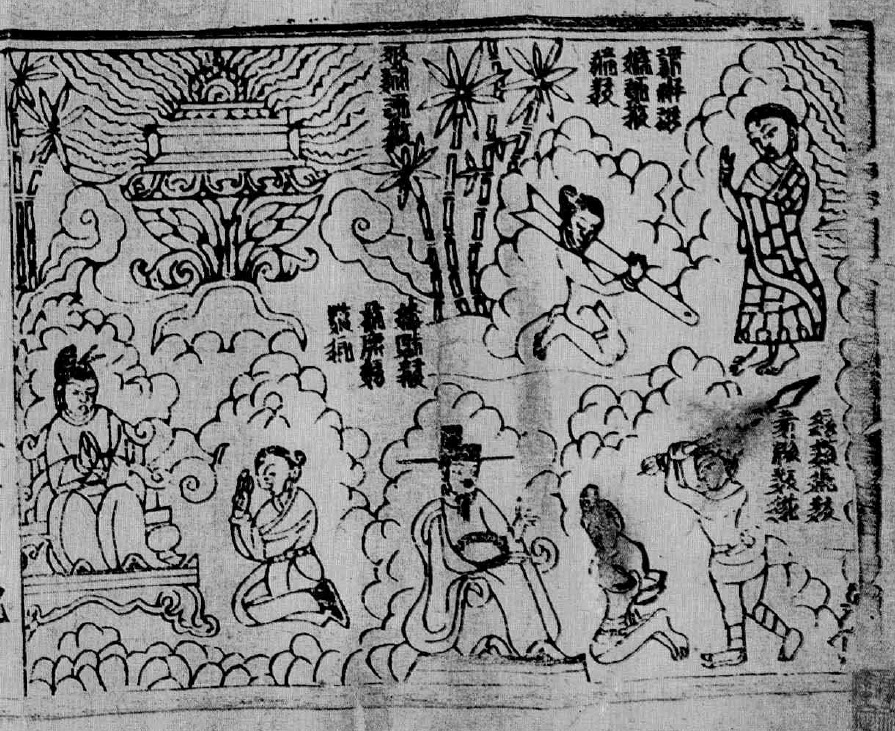
西夏語《高王觀世音經》

## 歷史
本經的源起，有三種說法，其中以孫敬德說最為流行。
- 根據道宣《續高僧傳》記載，此經為北魏孝靜帝天平年（534年—537年）中，一位名為孫敬德的財務官，遭人牽連下獄，受到刑求，承認有罪，判死刑，將要被殺。在獄中，他不停誦唸《觀世音菩薩普門品》，後夢見一位沙門，教他誦唸《救生觀世音經》千遍。醒來後，他開始誦此經。當他到達刑場時，刀砍不傷。此事傳到當時宰相渤海王高歡耳中，上表請求讓他免死，並要求朝廷頒布此經到全國，讓人誦念。此經因是渤海王高歡所褒，就被稱為《高王觀世音經》，開始在民間流傳[1]。道宣所著《大唐內典錄》也記載同樣故事[2]。法琳《辯正論》卷7與《法苑珠林》卷14及卷17，與智昇《開元釋教錄》卷18皆引用道宣著作中的內容。

- 根據《魏书》和《北史》的記載，本經是由盧景裕所傳出。在北魏天平年中，盧景裕的堂兄盧仲禮起兵反抗高歡，失败后盧景裕因而遭牽連而下獄。卢景裕诚心念经，枷锁居然自行脱落。当时獄中有人获罪应当被处死，梦见一位和尚讲说佛经，此人醒来后就如梦中一样默念佛经一千遍，在臨刑時，刀子断了，監斬者听说后，奏請皇上将他赦免，之後此經即開始流傳[3]。日本學者牧田諦亮認為此經應是盧景裕所作。

- 南宋志磬《佛祖統記》也記載孫敬德的故事，但情節略有不同。北齊河清2年（563年），孫敬德為北齊武成帝高湛造觀音像。因犯罪，當死刑，誦唸此經千遍後，臨刑時，刀子斷了三次，因此免死[4]。志磬認為，此經為劉宋王玄謨（388年－468年）所傳出[5]。元嘉二十七年（450年），王玄謨受命北伐，大敗，下獄將死，誦唸此經得以免死[6]。但是王玄謨所誦的《觀音經》內容只有十句，又稱《十句觀音經》，篇幅較現行的《高王觀世音經》短小許多[7]。

## 版本
現存最早的高王觀世音經版本，為547年（西魏大統13年）杜照賢造像碑。其後有河北房山雷音洞石刻經文（稱《大王觀世音經》，約616年），以及第三洞內兩處刻文（根據內容所述年代，分別來自665年，以及669年）。
日本人出口常順，收藏名為《佛說觀世音折刀除罪經》的吐魯番出土本，年代約8世紀。此外，還有敦煌寫本，大正藏與卍續藏中收藏兩個版本，年代皆晚於8世紀。
敦煌寫本與大正藏版本，與現有流通本，內容相同。至於更早版本與現存流通本的差別，一是經文內容較短，二是沒有包括陀羅尼部份。
武周《大周刊定眾經目錄》首次將此經列入經藏。開元年間，智昇著《開元釋教錄》，認為此經雖稱為夢授經，依體例，因其非印度傳入，依造古代經錄，將其列入疑偽錄而不與其他經藏並列。此後歷代大藏經皆將此經列為疑偽錄，大正新脩大藏經將其列入疑似部。然而此經在民間仍然廣為流行。
雲棲袾宏認為此經原出自《妙法蓮華經》〈觀世音菩薩普門品〉，經後人偽造。日本學者桐谷征一比較各種高王觀世音版本，認為此經的原形為《十句觀音經》。本經的內容，在歷代流傳中逐漸被增添、更新，至宋朝時加入《七佛滅罪真言》，最終形成現代流傳本。

## 經文架構
現今流行本，內容共617字。以三皈依開始，接續《心經》章句、《摩訶般若波羅蜜》名號、佛菩薩名號，結尾為《七佛滅罪真言》。

## 經文流通
臺灣一般道教寺廟或佛道合一的寺廟，多可以取得經文。

## 文學引用
宋朝洪邁《夷堅志》記戴，一人名鄭鄰，被看錯生死簿的判官誤捉，進入地府，閻君決定讓他復活。鄭鄰稱能背誦《高王經》、時常念《觀世音經》，閻君稱讚鄭鄰。
鲁迅在他的散文〈父親的病〉中，記其父親患病及過世的經過，諷刺當時中醫治療方法不科學。在其父親病重將過世前，附近鄰居建議，把《高王經》與紙錢燒成灰，用紙包了捏在他父親手中，作為臨終儀式。

## 外部連結
- 大藏經　第85冊 No.2898 高王觀世音經 佛說高王觀世音經 （页面存档备份，存于）（2016/06/15）
- 《高王觀世音經》CBETA 電子版 （页面存档备份，存于）
- 《高王观世音经》早期版本叙录 （页面存档备份，存于）